# Ковалёв, Александр Александрович (педагог)
Александр Александрович Ковалёв (1923—1993) — советский, российский педагог. Народный учитель СССР (1982). 

## Биография
Александр Ковалёв родился в 1923 году в селе Пыщуг (ныне в Костромской области) в семье объездчика.
После окончания семилетней школы поступил в Кологривское педагогическое училище. Окончив училище в 1941 году, вернулся в Пыщугскую школу, однако в скором времени началась война и он был призван на фронт. Служил на Тихоокеанском флоте.
После демобилизации вернулся к педагогической деятельности, работал учителем истории. В 1954 году назначен директором Николо-Шангской средней школы Шарьинского района, которой руководил вплоть до ухода на заслуженный в 1983 году. Благодаря его усилиям и упорству в 1963 году было построено новое здание школы.
Большое внимание уделял производственному воспитанию и труду учащихся. В 1962 году в школе была создана ученическая производственная бригада, объединившая учеников 7-10 классов. На полях бригады площадью 140 гектаров выращивали картофель, овощи, зерновые культуры и травы. В состав бригады входили звенья механизаторов, картофелеводов, полеводов, животноводов и строителей. В 1982 году она стала победителем Всероссийского соревнования. Зачастую выпускники по окончании школы получали не только аттестат зрелости, но и удостоверения трактористов, мастеров машинного доения и водительские удостоверения.
Умер в 1993 году. Похоронен на кладбище в селе Николо-Шанга Шарьинского района Костромской области.

## Награды и звания
- Заслуженный учитель школы РСФСР (1977)
- Народный учитель СССР (1982)
- Орден Трудового Красного Знамени
- Орден Отечественной войны II степени
- Медали
- Значок «Отличник народного просвещения РСФСР»

## Память
- В память о народном учителе Николо-Шангской средней школе было присвоено имя А. А. Ковалёва
- В 2015 году напротив входа в школу был установлен бюст А. А. Ковалёву.